# Mostra de Venise 2001
La Mostra de Venise 2001 — ou la 58e édition de la Mostra de Venise ou encore la 58e édition du Festival international du film de Venise (en italien : 58ª edizione della Mostra internazionale d'arte cinematografica) — est un festival de cinéma international qui s'est tenu à Venise en Italie du 29 août au 8 septembre 2001.

## Jury
- Compétition : Nanni Moretti (président, Italie), Amitav Ghosh (Inde), Taylor Hackford (É.-U.), Cecilia Roth (Argentine), Jerzy Skolimowski (Pologne), Jeanne Balibar (France), Vibeke Windeløv (Danemark).
- Cinéma du présent - Lion de l'année : Shigehiko Hasumi (président, Japon), Piera Detassis (Italie), Emanuel Levy (É.-U.), Gavin Smith (Grande-Bretagne), Michel Ciment (France).
- Prix Luigi De Laurentiis du meilleur premier film - Lion du futur : Cédric Kahn (président, France), Francesco Casetti (Italie), Jafar Panahi (Iran), Jean-Loup Passek (France), Ruth Vitale (É.-U.).
- Corto-Cortissimo : Francesca Comencini (président, Italie), Jaques Kermabon (France), Mário Micaelo (Portugal).

## Sélection

### Compétition
| Titre                                                       | Réalisation        | Pays                | Distribution                                                          |
| ----------------------------------------------------------- | ------------------ | ------------------- | --------------------------------------------------------------------- |
| Adresse inconnue (Suchwiin bulmyeong)                       | Kim Ki-duk         | Corée du Sud        | Yang Dong-geun, Park Min-jung, Kim Young-min, Bang Eun-jin            |
| L'Après-midi d'un tortionnaire (Dupa-amiaza unui tortionar) | Lucian Pintilie    | Roumanie            | Gheorghe Dinică, Ioana Ana Macaria, Radu Beligan                      |
| Avril brisé (Abril despedaçado)                             | Walter Salles      | Brésil              | José Dumont, Rodrigo Santoro, Rita Assemany                           |
| Bully                                                       | Larry Clark        | États-Unis          | Brad Renfro, Rachel Miner, Bijou Phillips, Nick Stahl, Michael Pitt   |
| Dog Days (Hundstage)                                        | Ulrich Seidl       | Autriche            | Alfred Mrva, Maria Hofstätter, Franziska Weisz                        |
| Eden                                                        | Amos Gitaï         | Israël              | Samantha Morton, Thomas Jane, Luke Holland, Daphna Kastner            |
| Hollywood Hong Kong (Heung gong yau gok hor lei wood)       | Fruit Chan         | Hong Kong           | Zhou Xun, Glen Chin, Wong You-nam                                     |
| Mon cher ennemi (How Harry Became a Tree)                   | Goran Paskaljević  | Royaume-Uni Irlande | Colm Meaney, Adrian Dunbar, Kerry Condon, Cillian Murphy              |
| Luce dei miei occhi                                         | Giuseppe Piccioni  | Italie              | Luigi Lo Cascio, Sandra Ceccarelli, Silvio Orlando                    |
| Loin                                                        | André Téchiné      | France              | Stéphane Rideau, Lubna Azabal, Mohamed Hamaidi, Yasmina Reza          |
| Le Mariage des moussons (Monsoon Wedding)                   | Mira Nair          | Inde                | Naseeruddin Shah, Lillete Dubey, Shefali Shah, Vijay Raaz             |
| The Navigators                                              | Ken Loach          | Royaume-Uni         | Dean Andrews, Thomas Craig, Joe Duttine                               |
| Les Autres (The Others)                                     | Alejandro Amenábar | États-Unis Espagne  | Nicole Kidman, Fionnula Flanagan, Christopher Eccleston, Alakina Mann |
| Luna rossa                                                  | Antonio Capuano    | Italie              | Carlo Cecchi, Licia Maglietta, Toni Servillo                          |
| Secret Ballot (Ra'ye makhfi)                                | Babak Payami       | Iran                | Nassim Abdi, Cyrus Abidi, Youssef Habashi                             |
| Le Triomphe de l'amour (The Triumph of Love)                | Clare Peploe       | Italie Royaume-Uni  | Mira Sorvino, Rachael Stirling, Ben Kingsley, Jay Rodan               |
| Waking Life                                                 | Richard Linklater  | États-Unis          | Alex Jones, Julie Delpy, Ethan Hawke                                  |
| Quem És Tu ?                                                | João Botelho       | Portugal            | Rui Morrison, Suzana Borges, Patrícia Guerreiro, José Pinto           |
| Sauvage Innocence                                           | Philippe Garrel    | France              | Mehdi Belhaj Kacem, Julia Faure, Michel Subor, Maurice Garrel         |
| Y tu mamá también                                           | Alfonso Cuarón     | Mexique             | Maribel Verdú, Gael García Bernal, Diego Luna                         |

### Hors compétition
- Dust de Milčo Mančevski (film d'ouverture)

## Palmarès

### Palmarès officiel
- Lion d'or (meilleur film) : Le Mariage des moussons (Monsoon Wedding) de Mira Nair
- Grand prix spécial du jury : Dog Days (Hundstage) de Ulrich Seidl
- Lion d'argent du meilleur réalisateur : Babak Payami pour Raye Makhfi
- Coupe Volpi de la meilleure interprétation masculine : Luigi Lo Cascio pour Luce dei miei occhi
- Coupe Volpi de la meilleure interprétation féminine : Sandra Ceccarelli pour Luce dei miei occhi
- Prix Marcello-Mastroianni (jeune acteur ou actrice) : Gael García Bernal et Diego Luna pour Y tu mamá también
- Prix Luigi-De-Laurentis (meilleure première œuvre) : Pain et Lait (Kruh in mleko) de Jan Cvitkovič
- Lion d'or pour l'ensemble de la carrière : Éric Rohmer

### Autres prix
- Prix Robert-Bresson (décerné par l'Église catholique) : Theo Angelopoulos